# تاج‌ایر
تاج‌ایر (به انگلیسی: TajAir) یک شرکت هواپیمایی است. دفتر مرکزی تاج‌ایر در بمبئی، هند واقع شده‌است و قطب
این شرکت هواپیمایی در فرودگاه بین‌المللی چاتراپاتی شیواجی (بمبئی) قرار دارد.
-:IATA
-:ICAO
-:Callsign